# NGC 989
NGC 989 è una piccola galassia lenticolare situata nella costellazione della Balena, a una distanza di circa 350 milioni di anni luce dalla nostra Via Lattea.

## Scoperta
La galassia è stata scoperta il 9 novembre 1885 dall'astronomo statunitense Francis Leavenworth.